# Tin Pan Alley

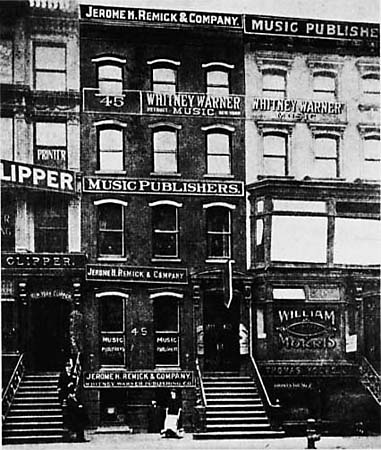
Edificis al Tin Pan Alley l'any 1910

Tin Pan Alley és el nom donat al conjunt d'editors musicals i compositors de Nova York que van dominar la música popular dels Estats Units d'Amèrica al tombant del segle xix al xx. El nom referia originalment un lloc específic: West 28th Street, entre la Cinquena i la Sisena Avinguda, a Manhattan.
L'inici de Tin Pan Alley se situa generalment al voltant de 1885, quan un grup d'editors de música es va instal·lar al mateix districte de Manhattan. La fi és menys clara. Alguns l'inicien al començament de la Gran Depressió a la dècada de 1930, quan el fonògraf i la ràdio van suplantar la partitura com la força impulsora de la música popular americana, mentre que altres consideren que va ser vigent fins a la dècada de 1950 quan els estils anteriors de la música popular nord-americana van ser eclipsats per l'ascens del rock & roll.
L'origen del nom que traduït seria «carreró de la cassolada» no és clar. El relat més popular sosté que el seu origen va ser una referència despectiva de Monroe Rosenfeld, periodista del New York Herald quan parla del so de molts pianos tocant alhora diferents cançons, produint una sonoritat idèntica al xivarri d'una cassolada.